# Singles 2002〜1997
『Singles 2002〜1997』（シングルズ・2002〜1997）は、Skoop On Somebodyが2003年6月18日に発売した初のベスト・アルバム。

## 概要
グループ初のシングルコレクション。2002年のシングル表題曲から1997年のデビュー曲に遡る曲順で収録。プロデューサー・松尾潔が1曲ごとにライナーノーツを執筆している。
本作で初めて1stシングルの「No Make de On The Bed」がアルバムに収録された。
2003年5月に発売された「抱きしめて」「My Gift to You」は未収録。
シングル・アルバムを通じ過去最高のオリコン4位を記録した。
ライヴDVD『Live in Performance “Save Our Souls”』と同時リリース。

## 収録曲
1. <Overture> ぼくが地球を救う〜Sounds Of Spirit〜
  - ドラマ（ぼくが地球を救う）で使用された1分54秒のショートバージョン。
  - 17枚目のシングル。
2. Tears of JOY
  - 16枚目のシングル。
3. a tomorrowsong
  - 15枚目のシングル。
4. sha la la
  - 14枚目のシングル。
5. 潮騒
  - 13枚目のシングル。
6. Still
  - 12枚目のシングル。
7. eternal snow
  - 11枚目のシングル。
8. 線香花火
  - 10枚目のシングル。
9. ama-oto
  - 9枚目のシングル。
10. Amanogawa
  - 8枚目のシングル。
11. Over & Over
  - 7枚目のシングル。
12. Everlasting Love (unconditional love mix) 
  - 6枚目のシングル。
13. Mood 4 Luv
  - 5枚目のシングル。
14. 壊したい
  - 4枚目のシングル。
15. Nice'n Slow
  - 3枚目のシングル。
16. バラ色
  - 2枚目のシングル。
17. No Make de On The Bed
  - 1枚目のシングル。